# Alice in Wonderland (Oper)
Alice in Wonderland ist eine Oper von Unsuk Chin, basierend auf dem gleichnamigen Buch von Lewis Carroll. Das Libretto stammt von David Henry Hwang und der Komponistin.
Die Uraufführung des Werkes eröffnete die Münchner Opernfestspiele am 30. Juni 2007 und fand an der Bayerischen Staatsoper unter der Leitung von Kent Nagano statt. Regie führte Achim Freyer, der auch für Bühnenbild und Licht zuständig war, für Masken und Puppen zeichnete sich Nina Weitzner zuständig. Die Titelrolle wurde dargeboten von Sally Matthews; zu den weiteren Sängern zählten unter anderem Dame Gwyneth Jones und Dietrich Henschel.
Als eine Art Vorstudie entstand 2004 im Auftrag der Los Angeles Opera der Gesangszyklus snagS&Snarls für Sopran und Orchester.

## Werkbeschreibung
Die Librettisten bleiben, was die Handlung betrifft, der Textvorlage treu. Eine Ausnahme bilden Prolog und Epilog. Diese sind als Traumszenen der realen Lebenssphäre, die am Anfang und Ende von Carrolls Buch vorherrscht, enthoben.
Bei Lewis Carrolls Geschichten hat Chin weniger die Märchenthematik – „eine Illusion wäre es, in ihnen Märchengeschichten sehen zu wollen“ – als die „verdrehte Logik, der ein ‚anderes‘ physikalisches Gesetz zugrunde liegt“ fasziniert. Chin weist darauf hin, dass sie Alice nicht als Kind entdeckte, sondern als Erwachsene – und zwar durch die Lektüre von Douglas R. Hofstadters Buch Gödel, Escher, Bach, in dem Alice eine bedeutende Rolle spielt.
In bestimmten Szenen kommt ein Stilpluralismus zum Ausdruck, den man ansonsten kaum in Chins Musik antrifft. Unsuk Chin weist darauf hin, dass es sich dabei – in Korrespondenz mit Lewis Carrolls Wortspielen und Verballhornungen – um musikalische Parodien handelt, und dass sie für die Oper eine von ihren anderen Werken abweichende Tonsprache gewählt hat, da die Hauptrolle ein Kind darstellt.
Das klassische Instrumentarium wird durch einen großen Schlagwerkapparat, durch Mandoline und andere ungewöhnliche Instrumente sowie Elektronik erweitert. Die Gesangs- und Instrumentalpartien stellen hohe virtuose Anforderungen an Sänger und Orchester.
Die hinzugefügten Traumszenen begründet die Komponistin damit, dass sie in den Alice-Geschichten eine starke Verwandtschaft mit ihren Träumen entdeckte, die sie als „viel existentiellere Erfahrung als alles, was ich im alltäglichen Leben erlebt habe,“ und als wesentliche Anregung für ihr kompositorisches Werk beschreibt. Lewis Carrolls Nonsens wird von ihr analysiert als ein Versuch „einen komplexen Traumzustand mit Worten zu beschreiben“, wobei „unweigerlich das [entsteht], was wir ‚Nonsens‘ nennen, da unsere Sprache einer ganz anderen Logik unterworfen ist“.
Alice in Wonderland wurde bei der internationalen Kritikerumfrage der Zeitschrift Opernwelt zur Uraufführung des Jahres gewählt.

### Szenen
- Szene 1: Traum I
- Szene 2: Der Tränenteich
- Szene 3: Im Haus des weißen Kaninchens
- Zwischenspiel 1: Ratschläge einer Raupe
- Szene 4: Ferkel und Pfeffer im Haus der Herzogin
- Szene 5: Eine verrückte Teegesellschaft
- Szene 6: Das Krocketfeld
- Zwischenspiel 2
- Szene 7: Gerichtsverhandlung oder Wer stahl die Törtchen?
- Finale: Traum II

### Orchester
- Zwei Flöten (I=Piccolo, II=Piccolo/Altflöte/Kolbenflöte), zwei Oboen (II=Englischhorn), zwei Klarinetten (II=Es-Klarinette, Bassklarinette), zwei Fagotte (II=Kontrafagott)
- Zwei Hörner, drei Trompeten, zwei Posaunen, Tuba
- Vier Schlagzeuger
- Harfe, Mandoline, Klavier (auch Celesta und Cembalo)
- Sampler
- Streicher (min. acht erste Violinen, acht zweite Violinen, sechs Violen, vier Violoncelli, drei Kontrabässe mit fünf Saiten)
- Auf der Bühne: Bassklarinette, optional Mülleimer mit Küchenutensilien für Theatereffekte

## Pressestimmen
„Tatsächlich ist Chins Opernerstling ein Meisterwerk, das direkt bei Ravels Zauberoper ‚L’enfant et les sortilèges‘ anknüpft: Wie Ravel schreibt Chin extrem klangfeine, oft kammermusikalisch ausgehörte Musik und hat keinerlei Hemmungen, die verschiedensten Stile zu benutzen: Herrlich der Nähmaschinenbarock der Five-O’-Clock-Szene oder das sechsminütige Bassklarinettensolo der Raupe. (…) Eine der wichtigsten Opern der Gegenwart (…)“

“Chin’s sound world is seductively cavernous, suggesting not only the magical rabbit hole down which Alice tumbles but also the psychological crevasses beneath the surface of Carroll’s writing… (…) Chin (…) has a knack for binding together seemingly irreconcilable extremes. (…) The wondrous thing is how effortlessly Chin changes pace, from delicacy to grotesquerie, from cutesiness to dementia. Everything flows organically.”

„Chins Klangwelt ist verführerisch höhlenartig, was nicht nur auf das magische Kaninchenloch hindeutet, in das Alice fällt, sondern auch auf die psychologischen Spalten unter der Oberfläche von Carrolls Schreiben… (…) Chin (…) hat ein Händchen dafür, scheinbar unversöhnliche Extreme miteinander zu verbinden. (…) Das Wunderbare ist, wie mühelos Chin das Tempo ändert, von Zartheit zu Grotesquerie, von Niedlichkeit zu Demenz. Alles fließt organisch.“

„Eine fein gesponnene, mit Klangerfindungen wuchernde, Farben und Düfte aus der Musikgeschichte vielfältig verschmelzende Partitur.“

„Die Musik zeugt von der überragenden Klangfantasie der Komponistin, die die engen Grenzen der Avantgardemusik hinter sich gelassen hat. Was sie notiert hat, ist vom Feinsten und Kraftvollsten in nicht erlahmender musikalischer Plastizität… Chins synästhetischer Sinn für Farbe und Aroma der Musik ist phänomenal, ebenso ihr Gespür für flirrende Steigerungen, für instrumentale Überraschungen und virtuose Sondereinlagen, die immer wieder mit einzelnen Figuren der Geschichte verknüpft sind.“

## Videos
- Unsuk Chin: Alice in Wonderland. Bayerische Staatsoper. Unitel Classica, 2008.